# Bruno Lopes
Bruno Lopes (ur. 19 sierpnia 1986) – brazylijski piłkarz występujący na pozycji napastnika.

## Kariera klubowa
Od 2004 roku występował w klubach Figueirense, América, Joinville, Mineros, Uberaba, Annapolis, Vila Nova, Albirex Niigata, Estoril Praia, Ratchaburi Mitr Phol, Hajer Club, Ferroviária i Persija Dżakarta.